# David Palterer
David Palterer (Haifa, 14 maggio 1949) è un architetto, designer e artista israeliano naturalizzato italiano che vive e lavora a Firenze.

## Biografia
Nasce a Haifa, in Israele nel 1949, vive a Firenze in Italia dal 1972, dove si laurea nel 1979; accademico ordinario, dal 2018 Vicepresidente della Classe di Architettura all'Accademia delle arti del disegno di Firenze.
Ha insegnato presso la Staatliche Akademie der Bildenden Künste di Stoccarda, la facoltà di architettura dell'Università degli Studi di Firenze e dal 2008 insegna alla facoltà di architettura del Politecnico di Milano Polo di Mantova e dal 2009 al ISIA Firenze (Istituto Superiore per le Industrie Artistiche).
Si occupa di progetti che spaziano dalla scala territoriale, a quella urbana, sino al progetto per interni per il quale sviluppa componenti d'arredo.

## Progetti
- 1982
  - Progetto per il Muro del Pianto di Gerusalemme (con Adolfo Natalini).
  - Deutsche Leasing: palazzo per uffici e progettazione degli interni, realizzato nel 1994.
- 1985
  - Restauro del Teatro Niccolini: nuova torre scenica e sistemazione dell'adiacente piazza cittadina, San Casciano in Val di Pesa, realizzato nel 1996.
- 1987
  - Progetto per un museo d'arte per la "Eli Broad Foundation" di Los Angeles.
  - Ristrutturazione della nuova sede degli uffici dell'"Opera di Santa Maria del Fiore, Firenze (con Luigi Zangheri).
  - Progetto di una fontana-fioriera in pietra per l’arredo urbano per la “XVII Triennale di Milano”, realizzata dall'Impresa Leopizzi 1750 di Parabita (Le).
- 1992
  - Recupero dell'antico sito archeologico di Beit Shean, Israele.
- 1994
  - Restauro dell'antemurale del Castello di Pergolato (Firenze).
  - Enoteca "Stalloni Ponti Medicei" a Cerreto Guidi, (con Luigi Zangheri).
- 1996
  - Piano di recupero del centro storico di Haifa, Israele.
- 1997
  - Recupero di edificio storico nel centro storico di Firenze.
  - Restauro del Teatro Manzoni a Calenzano.
  - Progetto di restauro complesso architettonico medievale (La grotta di Eliah) e sistemazione del parco, Haifa, Israele.
- 1998
  - Il nuovo Museo dell'Opera di Santa Maria del Fiore di Firenze (con Luigi Zangheri) nell'ambito del Giubileo del 2000, realizzato nel 1999.
- 2001
  - Consulenza per il progetto di un impianto sportivo-pista di pattinaggio nel comune di Calenzano.
  - Galleria commerciale a Givataim Mall, Tel Aviv, Israele.
  - Palazzo Giuli Rosselmini Gualandi: progetto di restauro e adeguamento funzionale del complesso immobiliare, da adibire a sede istituzionale-museale della Fondazione Cassa di Risparmio di Pisa.
- 2003
  - Progetto illuminotecnico dell'Enoteca Pinchiorri, Firenze.
  - Progetto di un nuovo spazio museale per Ilaria del Carretto al Museo della Cattedrale di Lucca.
- 2004
  - Progetto di recupero dell'immobile dell'ex Cinema Apollo, Firenze.
  - Manutenzione e risanamento degli annessi di Villa Il Platano a Scandicci.
  - Curatore del padiglione israeliano alla IX Biennale di Venezia di architettura.
  - Progetto preliminare per una struttura museale nell'area archeologica di Gonfienti, Prato.
- 2005
  - Recupero del complesso agricolo “Poderella”, comune di Impruneta (FI).
  - Progetto del Museo e giardino dei vitigni antichi, Locri.
  - Progetto di uno showroom “Italian Wine Gallery”, Shanghai.
  - Ideazione dell'immagine da utilizzare per le azioni di comunicazione dell'edizione 2005 del Cersaie (Bologna).
- 2006

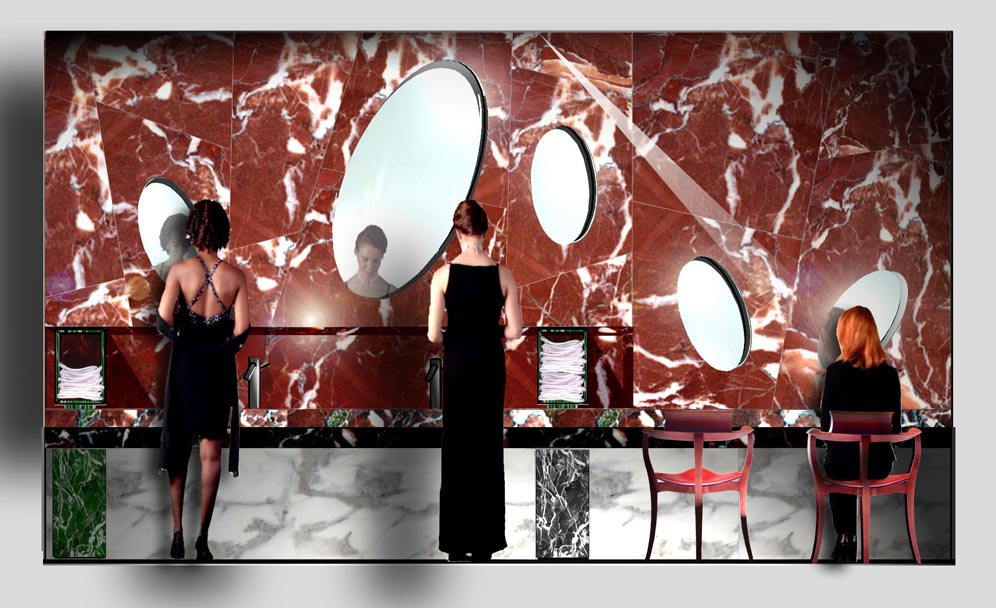
Pinchiorri - Pechino

- - Progetto ristorante con annessa cantina per “Enoteca Pinchiorri”, Pechino, Cina.
  - Nido d'infanzia e centro giochi educativo a Villa Il Platano a Scandicci.
  - Galleria e spazi comuni del centro commerciale “Mandi” a Zagabria
  - Museo del giocattolo e del bambino a Cormano (Milano), in collaborazione con 5+1AA, Area_Progetti, Buonomo Veglia, Studio Associato Ferro e Cerioni.
  - Intervento di recupero ai fini turistico ricettivi alberghieri di immobile posto in via Fiume, Firenze.
- 2007
  - Portineria a Villa il Platano, Scandicci.
  - Progetto d'interni degli showroom Pampaloni a Arezzo (Italia) e Kiev (Ucraina).
  - Progetto per galleria e spazi comuni di un centro commerciale a Pontecagnano (SA).
  - Galleria “alimentari” del centro “Mandi” di Afragola (Italia).
- 2008
  - Consulenza architettonica al progetto di riqualificazione di corso Garibaldi a Cremona.
  - Progetto per galleria e spazi comuni di un centro commerciale a Cerignola (FG).
  - Stand di "Up Group" presso il Salone del mobile di Milano
  - Progetto d'interni degli showroom Pampaloni a Baku (Azerbaigian) e Atene (Grecia).
  - Insediamento residenziale a Scandicci.
- 2009
  - Museo, protezione necropoli archeologica di "Pill'e Matta" Quartucciu (CA) Sardegna

## Design
Nel design si riconoscono due fasi: la sperimentazione sull'oggetto, come in Riflessioni e in una serie di pezzi unici, e il rapporto con importanti aziende, sia nella produzione industriale che in quella d'avanguardia, nel campo del vetro e del cristallo (Daum, Vilca), ceramica (Toscoceramica, Gabbianelli, Ceramiche Bardelli), marmo (Up Group, Decorarmi, La Perla Marmi), illuminazione (Artemide) e accessori per l'arredamento (Acerbis International, Zanotta, Driade, Draenert Studio, Arzberg, Ritzenhoff, e altre).
Alcuni di questi oggetti fanno parte delle collezioni permanenti di gallerie d'arte e musei come il Kunstgewerbe Museum di Vienna, l'Umeleckoprümyslov Museum di Praga, l'Israel Museum di Gerusalemme, l'Het Kruithuis di Den Bosch, il Musée des beaux arts di Montréal, la Civica galleria d'arte moderna di Gallarate, il Fonds national d'art contemporain di Parigi, il Chicago Athenaeum Museum e il Künstmuseum di Düsseldorf.